# アンドレア・バルベリ
アンドレア・バルベリ（Andrea Barberi、1979年1月15日 ‐ 2023年12月）は、イタリア・ローマ出身で短距離走が専門の陸上競技選手。400mの自己ベストは45秒19の元イタリア記録保持者である。

## 経歴
2005年8月、ヘルシンキで開催された世界選手権の男子400m予選を45秒70の自己ベスト（当時）で突破し、初めて世界大会のセミファイナリストとなった。
2006年8月、ヨーテボリで開催されたヨーロッパ選手権の男子400m準決勝をイタリア記録（当時45秒26）に迫る45秒30の自己ベスト（当時）で突破。初めてファイナリストとなったが、決勝は45秒70の5位でメダルは逃した。
2006年8月27日、400mで45秒19のイタリア記録（当時）を樹立し、1981年にMauro Zulianiがマークした45秒26を塗り替えた。
2007年3月、バーミンガムで開催されたヨーロッパ室内選手権の男子400m準決勝を46秒47の自己ベストで突破。室内の選手権で初めてファイナリストとなり、決勝でも46秒47の自己ベストタイをマークしたが5位に終わった。
2023年12月20日にイタリア陸連により訃報が発表された。44歳没。

## 自己ベスト
記録欄の（　）内の数字は風速（m/s）で、+は追い風、-は向かい風を意味する。
| 種目 | 記録           | 年月日                    | 場所         | 備考           |
| 屋外 | 屋外           | 屋外                      | 屋外         | 屋外           |
| ---- | -------------- | ------------------------- | ------------ | -------------- |
| 100m | 10秒90 (-0.5)  | 2012年7月14日             | ヴェッレトリ |                |
| 100m | 10秒59w (+2.2) | 2007年5月19日             | リエーティ   | 追い風参考記録 |
| 200m | 21秒09 (+1.2)  | 2007年5月20日             | リエーティ   |                |
| 400m | 45秒19         | 2006年8月27日             | リエーティ   | 元イタリア記録 |
| 室内 |                |                           |              |                |
| 200m | 21秒76         | 2007年2月10日             | アンコナ     |                |
| 400m | 46秒47         | 2007年3月2日 2007年3月3日 | バーミンガム |                |

## 主要大会成績
備考欄の記録は当時のもの
| 年   | 大会                      | 場所           | 種目    | 結果   | 記録            | 備考                     |
| ---- | ------------------------- | -------------- | ------- | ------ | --------------- | ------------------------ |
| 1998 | 世界ジュニア選手権        | アヌシー       | 400m    | 予選   | 47秒96          |                          |
| 1999 | ヨーロッパU23選手権 (en)  | ヨーテボリ     | 4x400mR | 8位    | 3分09秒33 (4走) |                          |
| 2001 | ヨーロッパU23選手権 (en)  | アムステルダム | 400m    | 8位    | 47秒46          |                          |
| 2001 | ヨーロッパU23選手権 (en)  | アムステルダム | 4x400mR | 5位    | 3分08秒01 (4走) |                          |
| 2001 | 地中海競技大会 (en)       | ラデス         | 400m    | 7位    | 47秒65          |                          |
| 2001 | 地中海競技大会 (en)       | ラデス         | 4x400mR | 6位    | 3分11秒53 (4走) |                          |
| 2002 | ヨーロッパ選手権 (en)     | ミュンヘン     | 400m    | 予選   | 47秒14          |                          |
| 2003 | 世界選手権                | パリ           | 400m    | 予選   | 45秒87          |                          |
| 2005 | 世界選手権                | ヘルシンキ     | 400m    | 準決勝 | 47秒10          | 予選45秒70：自己ベスト   |
| 2005 | 世界選手権                | ヘルシンキ     | 4x400mR | 予選   | 3分04秒04 (4走) |                          |
| 2006 | ヨーロッパ選手権          | ヨーテボリ     | 400m    | 5位    | 45秒70          | 準決勝45秒30：自己ベスト |
| 2007 | ヨーロッパ室内選手権 (en) | バーミンガム   | 400m    | 5位    | 46秒47          | 自己ベスト               |
| 2007 | 世界選手権                | 大阪           | 400m    | 予選   | 45秒74          |                          |
| 2009 | 地中海競技大会 (en)       | ペスカーラ     | 400m    | 予選   | 46秒93          |                          |
| 2010 | ヨーロッパ選手権          | バルセロナ     | 400m    | 準決勝 | 45秒63          |                          |
| 2010 | ヨーロッパ選手権          | バルセロナ     | 4x400mR | 8位    | 3分04秒20 (4走) |                          |
| 2012 | ヨーロッパ選手権          | ヘルシンキ     | 4x400mR | 予選   | 3分08秒78 (3走) |                          |